# Pasqualina Napoletano
Pasqualina Napoletano (ur. 28 września 1949 w Molfetcie) – włoska polityk, nauczycielka i działaczka komunistyczna, wieloletnia posłanka do Parlamentu Europejskiego.

## Życiorys
Z zawodu nauczycielka. Od 1971 była etatową działaczką Włoskiej Partii Komunistycznej, odpowiadając za sprawy kobiet. W 1980 zasiadła w radzie regionu Lacjum, pełniła funkcję przewodniczącej frakcji komunistów.
W latach 1989–1994 i ponownie od 1996 do 2009 zasiadała w Parlamencie Europejskim. Była członkinią frakcji komunistycznej, następnie Grupie Socjalistycznej, a także m.in. wiceprzewodniczącą Komisji ds. Kontroli Budżetu (1992–1994) i Komisji ds. Polityki Regionalnej (1997–1999).
W latach 90. zaangażowała się w działalność ugrupowań postkomunistycznych, w tym Demokratów Lewicy. Formację tę opuściła po zapowiedzi powołania jednolitej Partii Demokratycznej, przechodząc do Demokratycznej Lewicy.